# 訃報 2018年1月
訃報 2018年1月（ふほう 2018ねん1がつ）では、2018年1月に物故した、又は物故が報じられた人物についてまとめる。

## (1日 - 15日)

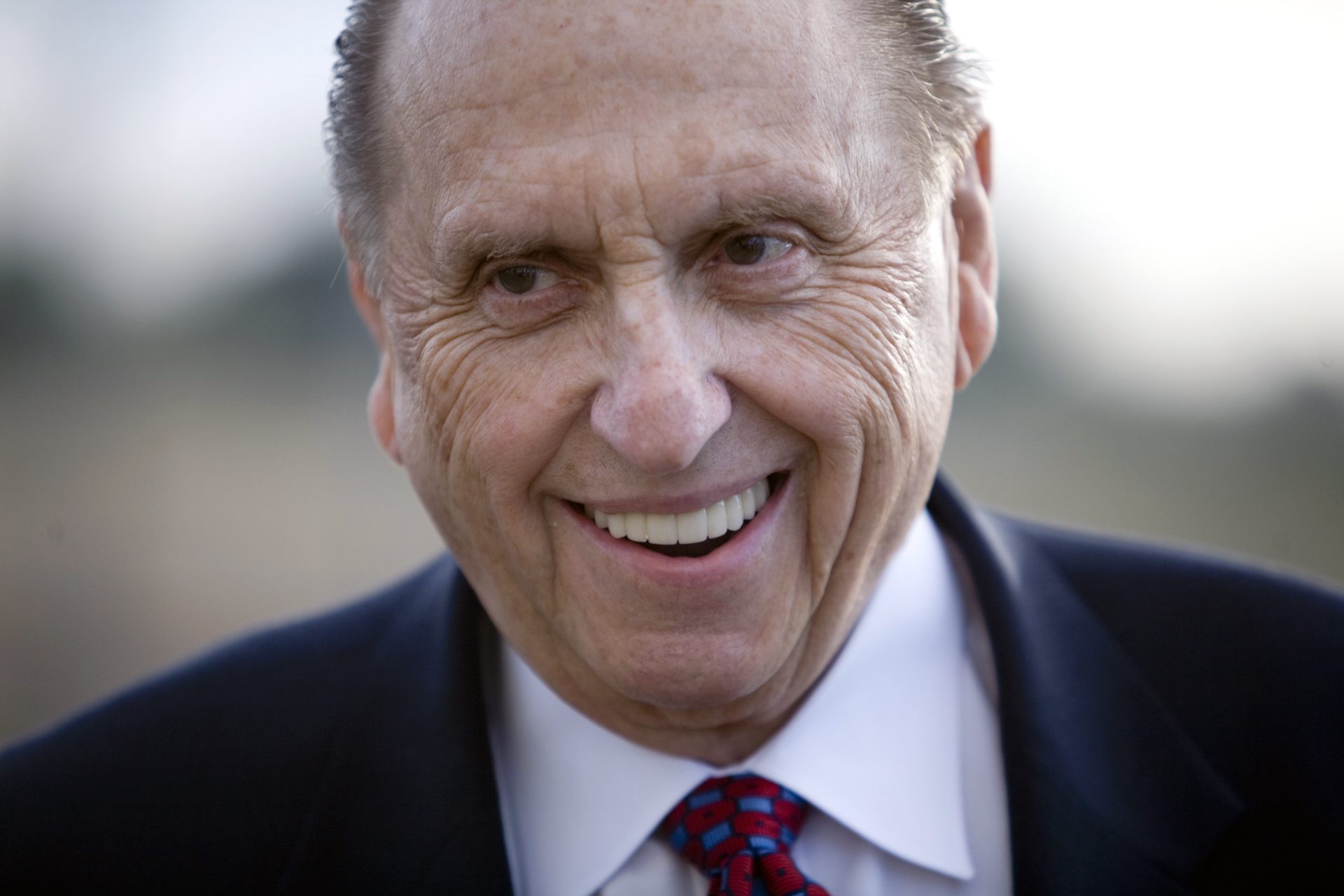
トーマス・S・モンソン／1月2日没

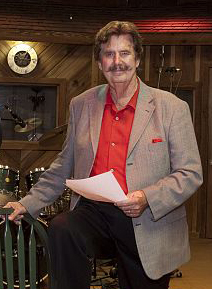
リック・ホール／1月2日没

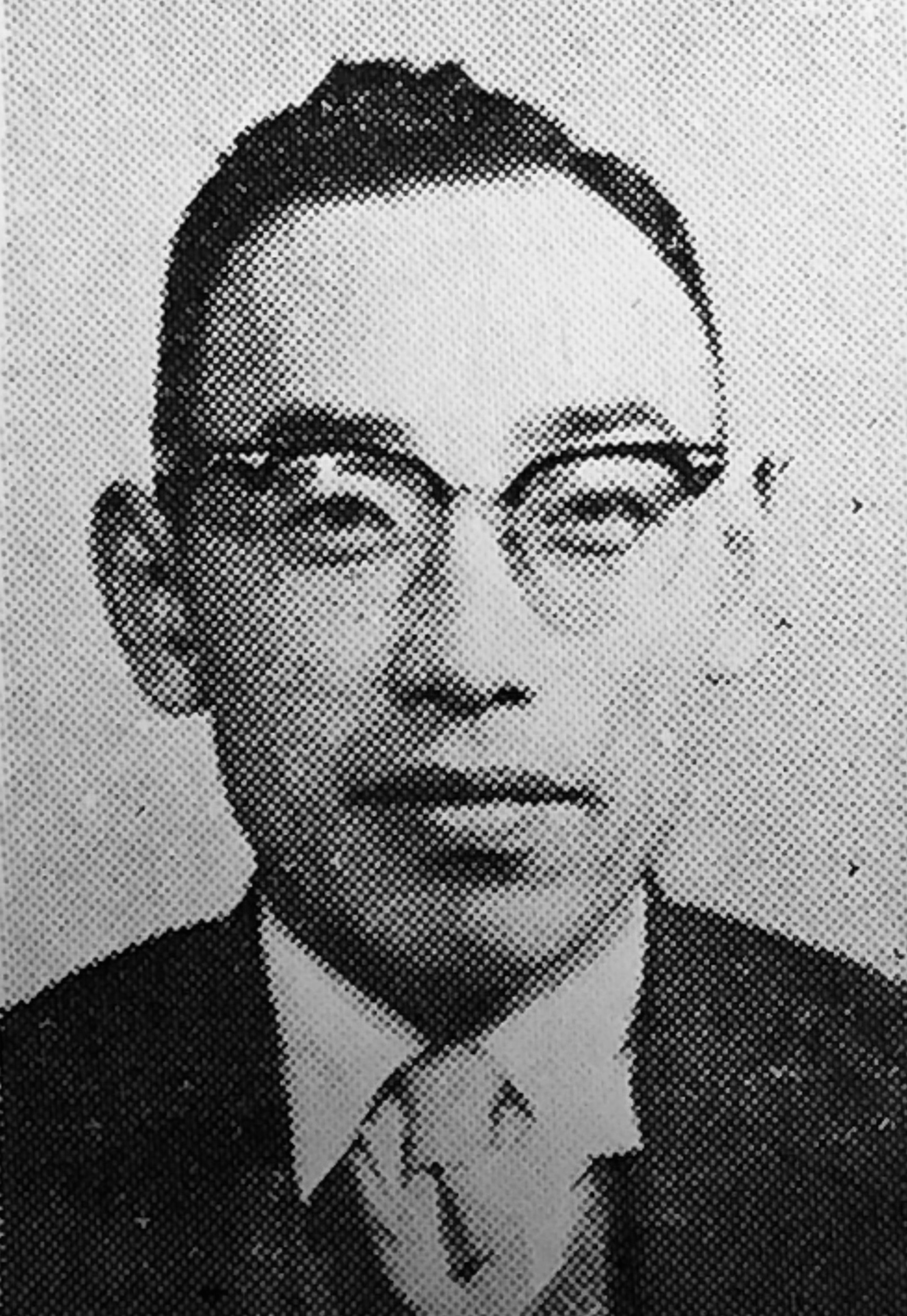
中根鎭夫／1月3日没

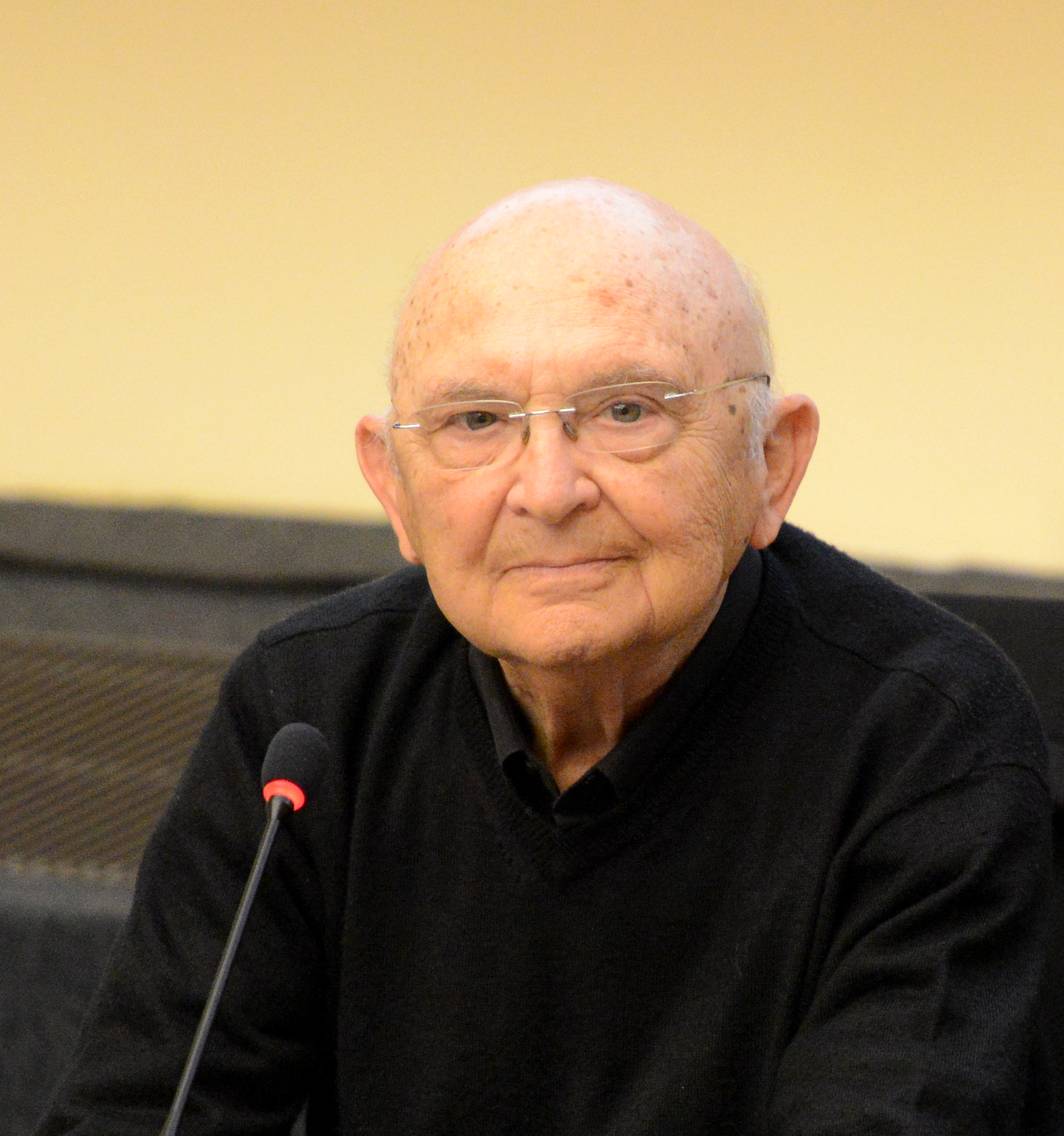
アハロン・アッペルフェルド／1月4日没

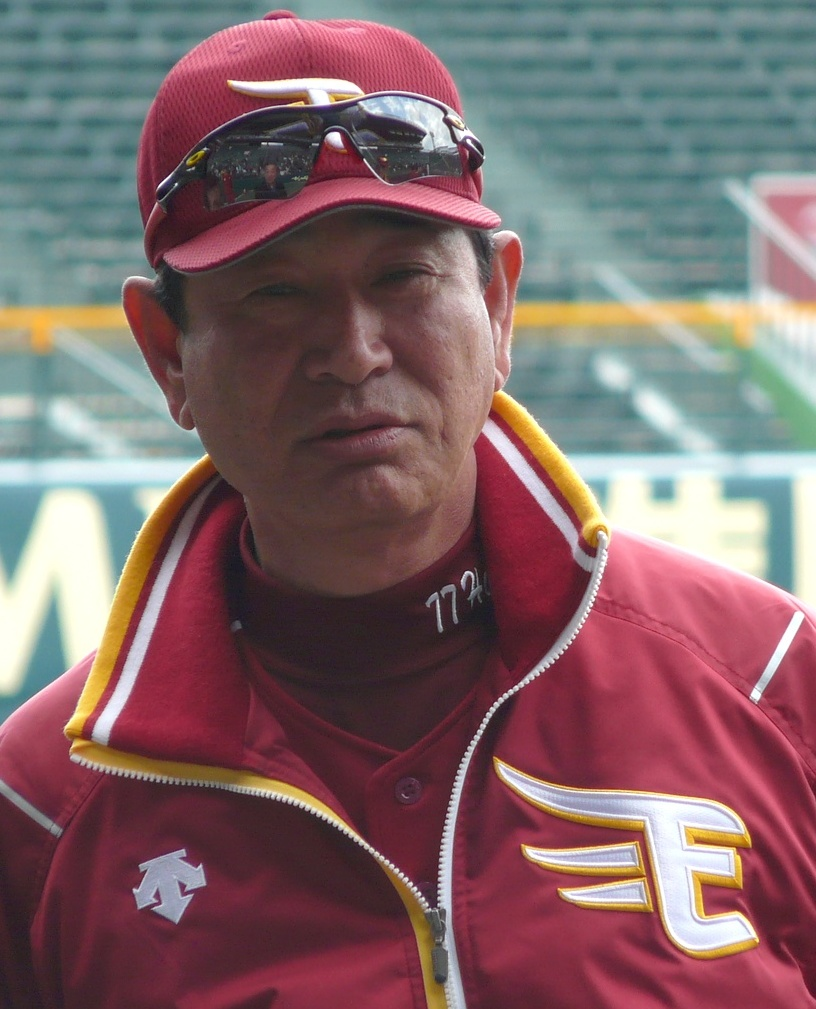
星野仙一／1月4日没

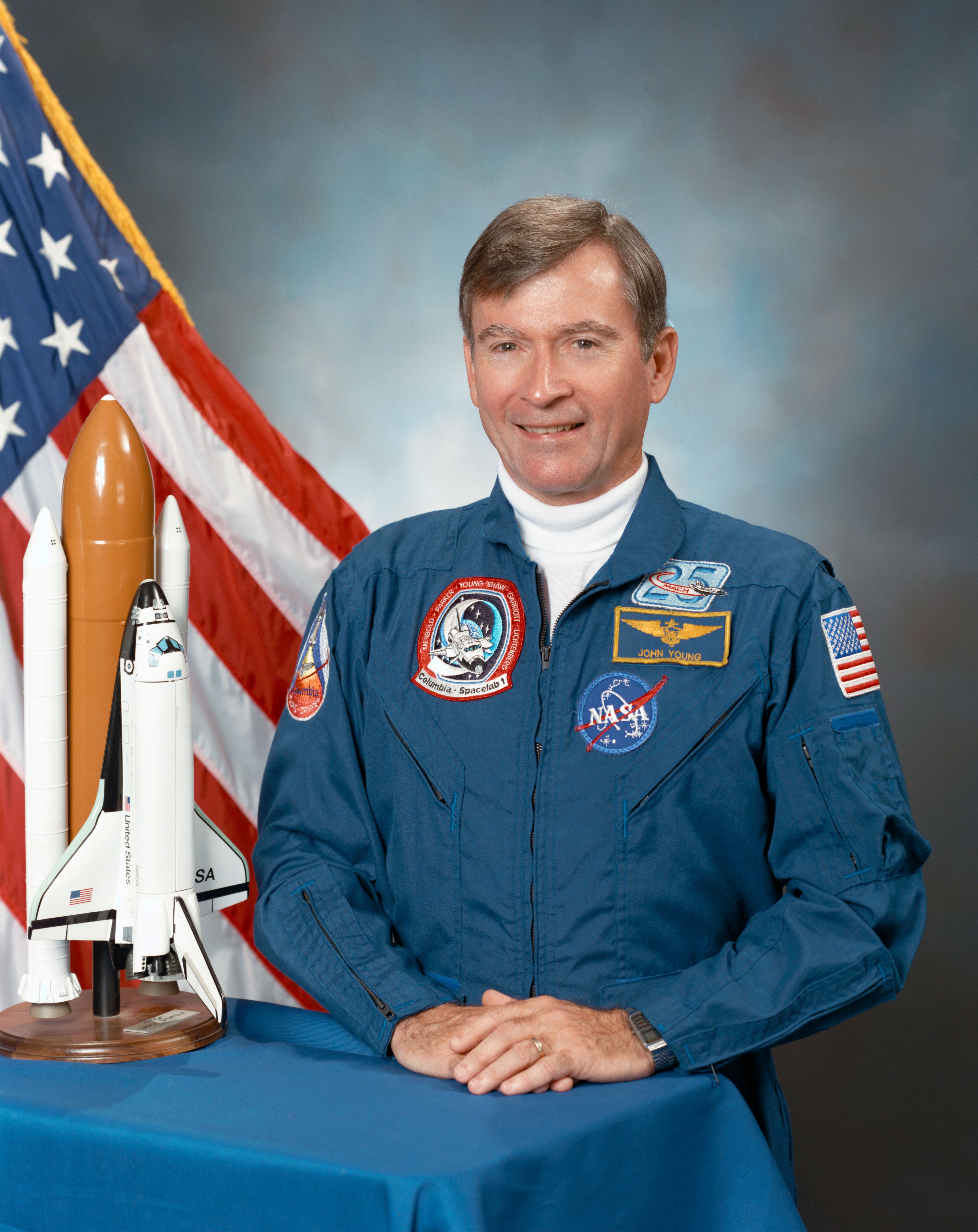
ジョン・ヤング／1月5日没

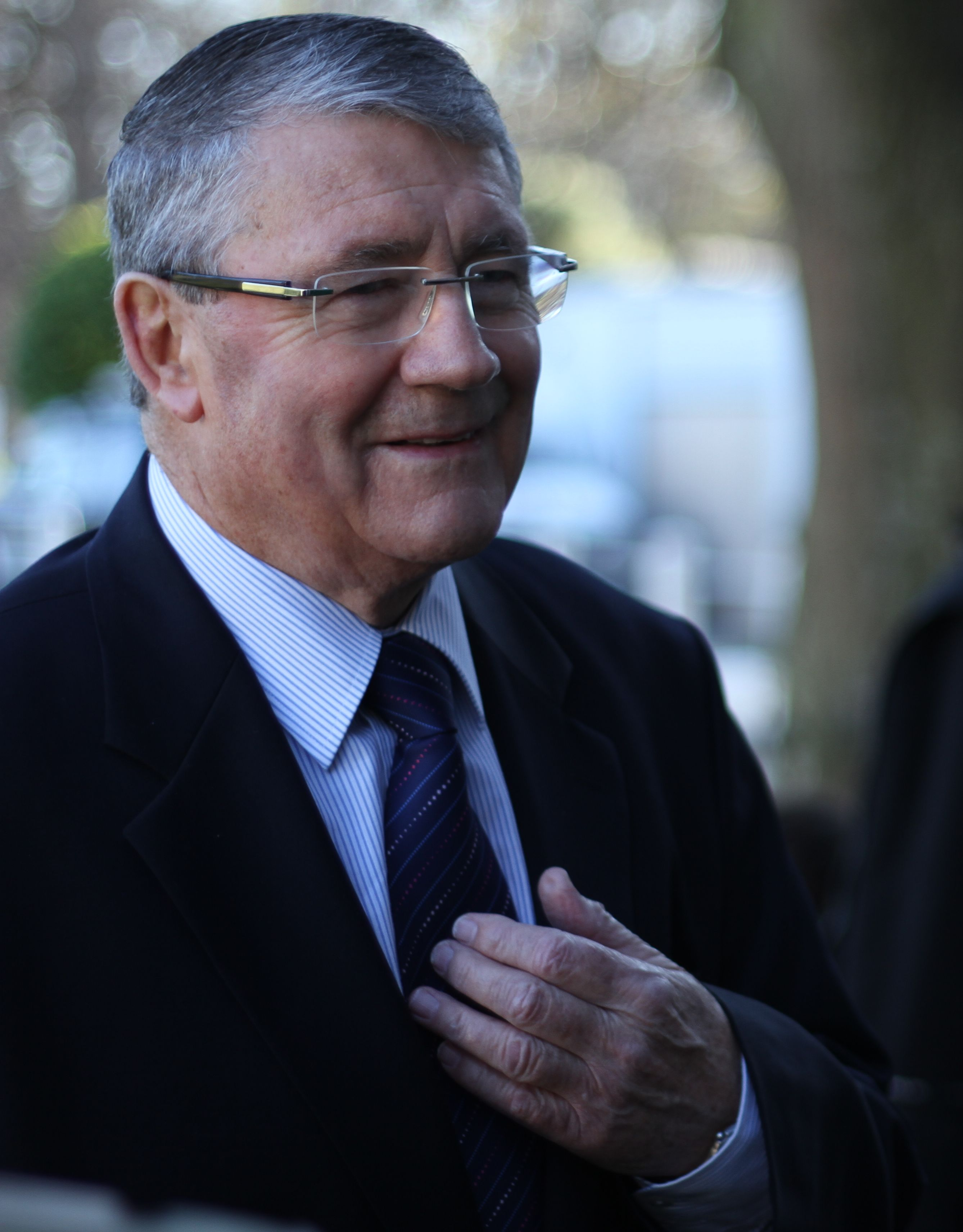
ジム・アンダートン／1月6日没

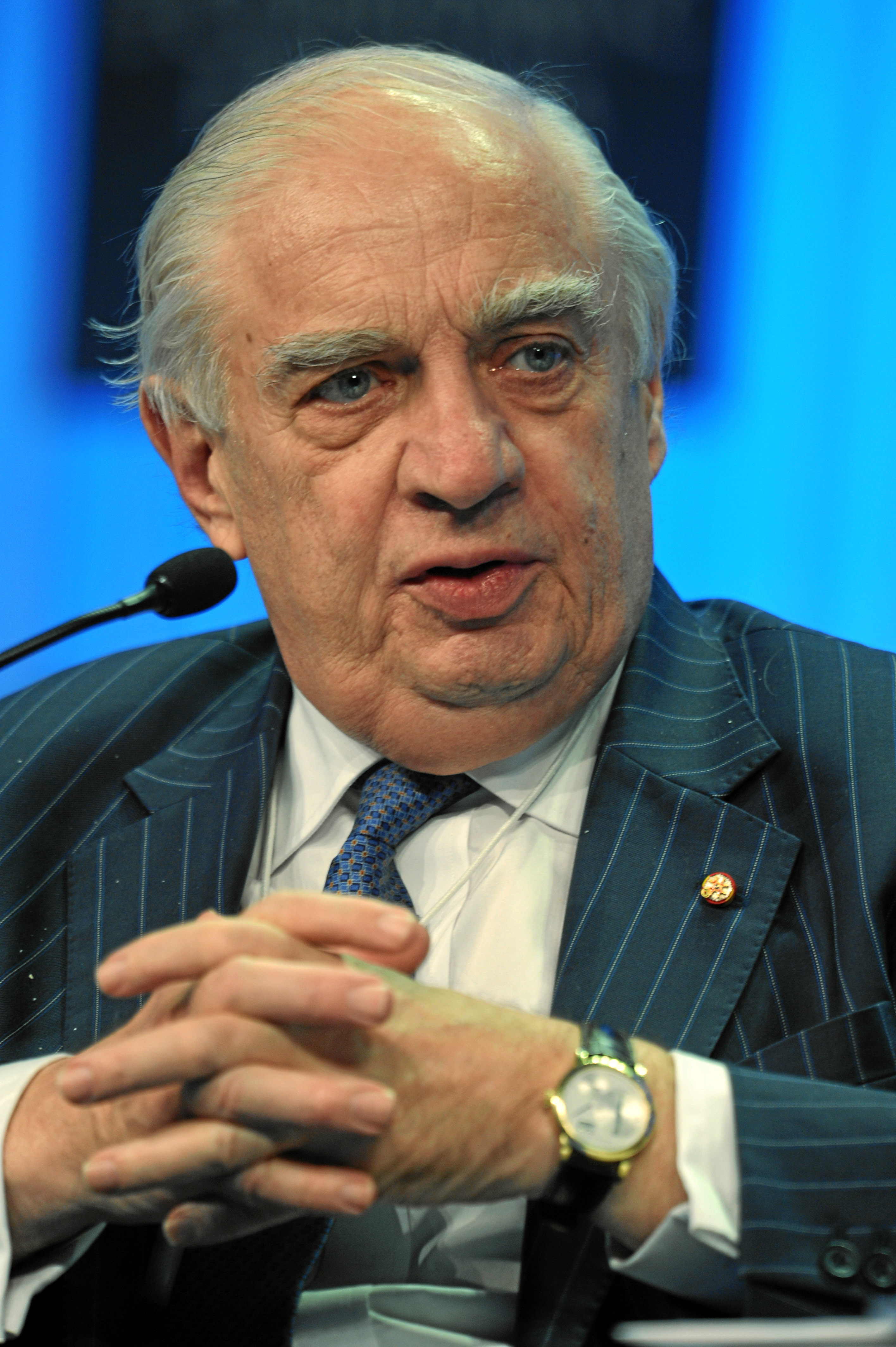
ピーター・サザーランド／1月7日没

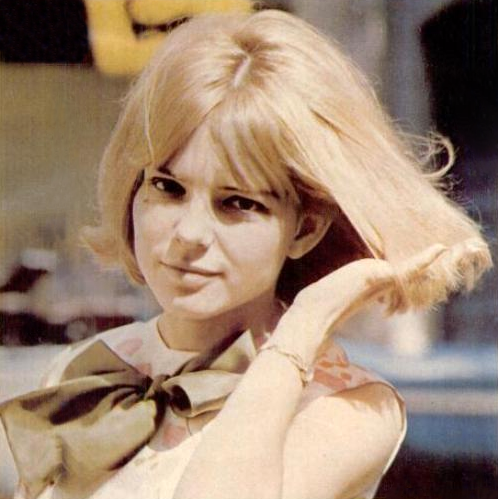
フランス・ギャル／1月7日没

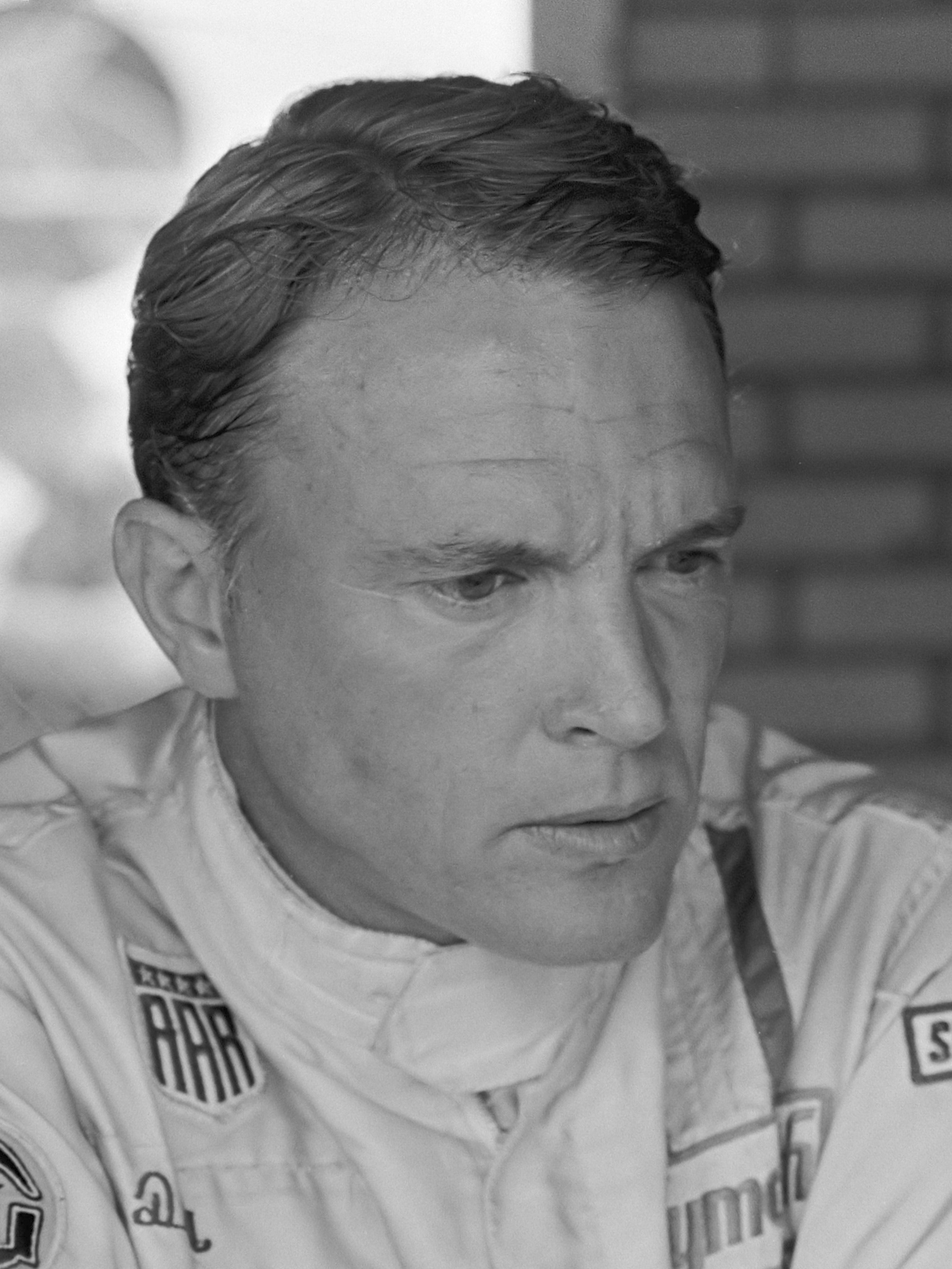
ダン・ガーニー／1月14日没

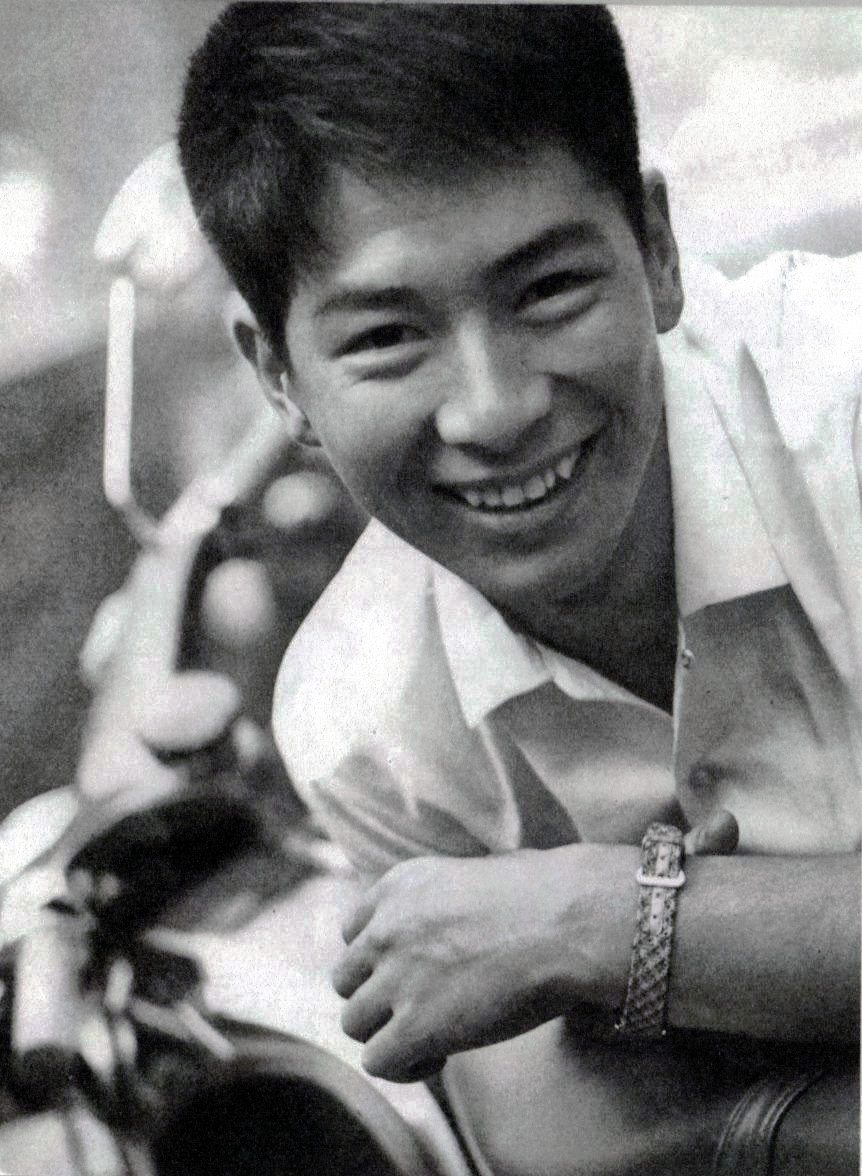
夏木陽介／1月14日没

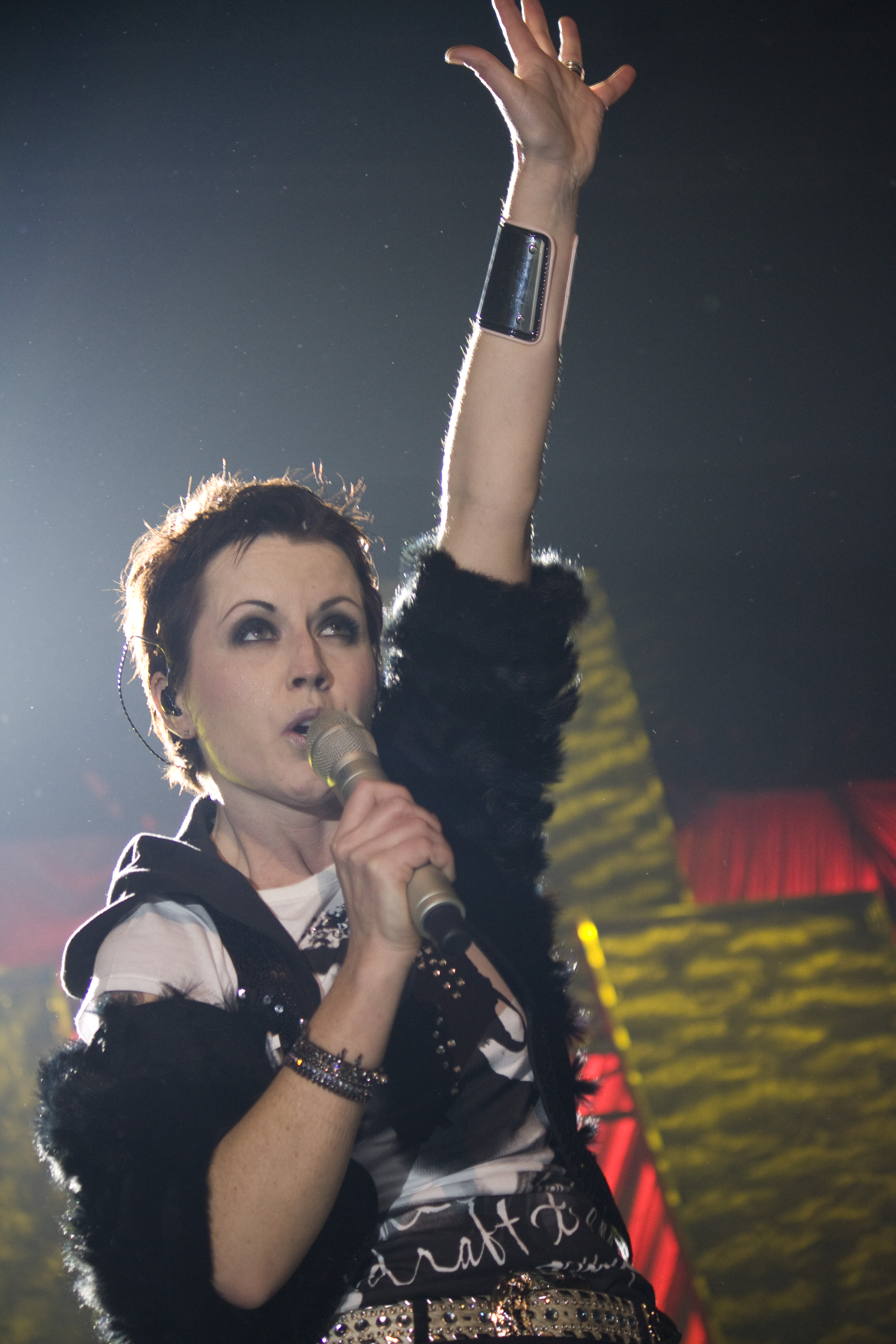
ドロレス・オリオーダン／1月14日没

- 1月1日 - ロバート・マン、アメリカ合衆国のヴァイオリニスト（* 1920年）[1]
- 1月1日 - 庄司厚、日本の政治家、元千葉県館山市長（* 1924年）[2]
- 1月1日 - 奥村豊、日本の実業家、元古河機械金属社長（* 1926年）[3]
- 1月1日 - 小野寺健、日本の英文学者、翻訳家、横浜市立大学名誉教授（* 1931年）[4]
- 1月1日 - 真野清以志、日本の実業家、元上新電機社長（* 1936年）[5]
- 1月1日 - 和晃敏郎、日本の元大相撲力士（* 1942年）[6]
- 1月1日 - 阿部豊、日本の惑星科学者、東京大学理学系研究科准教授（* 1959年） [7]
- 1月1日 - 王苗（中国語版）、中国の俳優（* 1989年）[8]
- 1月1日 - 末永史、日本の元漫画家、イラストレーター、エッセイスト、精神保健福祉士（* 1949年）[9]
- 1月2日 - 新井喜久次、日本の実業家、元三菱化成工業専務（* 1924年）[10]
- 1月2日 - 長尾宇迦、日本の作家（* 1926年）[11]
- 1月2日 - トーマス・S・モンソン、アメリカ合衆国の宗教指導者、著者、第16代末日聖徒イエス・キリスト教会（LDS教会、またはモルモン教）大管長（* 1927年）[12]
- 1月2日 - 安藤正敏、日本の実業家、安藤証券会長（* 1929年）[13]
- 1月2日 - 前田禎郎、日本の政治家、元奈良県宇陀市長（* 1931年）[14]
- 1月2日 - リック・ホール、アメリカ合衆国の音楽プロデューサー（* 1932年）[15]
- 1月2日 - 佐々木義正、日本の実業家、ファイン創業者（* 1940年）[16]
- 1月2日 - アリ・カディム、イラクの元サッカー選手、元同国代表選手（* 1949年）[17]
- 1月3日 - 中根鎭夫、日本の政治家、元愛知県岡崎市長（* 1925年）[18]
- 1月3日 - 鎌田勇、日本の作曲家（*1928年） [19]
- 1月3日 - 野島行二、日本の実業家、元伊藤忠商事副社長（* 1935年）[20]
- 1月3日 - 宗像経博、日本の工学者、元広島国際学院大学教授（* 1947年）[21]
- 1月4日 - 小林勇、日本の政治家、元福島県湯川村長（* 1924年）[22]
- 1月4日 - アハロン・アッペルフェルド、ルーマニアの作家（* 1932年）[23]
- 1月4日 - 矢数浩、日本の政治家、前茨城県常陸大宮市長（* 1933年）[24]
- 1月4日 - レイ・トーマス（英語版）、イギリスの歌手、フルート奏者、作曲家、ムーディー・ブルース創設メンバー（* 1941年）[25]
- 1月4日 - 星野仙一、日本の元プロ野球選手【中日ドラゴンズ所属】、中日・阪神・楽天元監督、野球解説者、東北楽天ゴールデンイーグルス球団副会長（* 1947年）[26]
- 1月4日 - 小濱正博、日本の外科医、北部地区医師会病院副院長、NPO法人MESHサポート理事長（* 1954年）[27]
- 1月4日 - ダニエラ・ポルク（イタリア語版）、イタリアの騎手（* 1983年）[28]
- 1月5日 - 貞刈惣一郎、日本の公人、史跡解説ボランティア（* 1919年）[29]
- 1月5日 - 津田延代、日本の女優、声優（* 1921年）[30]
- 1月5日 - 諸井勝之助、日本の会計学者、東京大学・青山学院大学名誉教授（* 1924年）[31]
- 1月5日 - ジョン・ヤング、アメリカ合衆国の宇宙飛行士、海軍大佐（* 1930年）[32]
- 1月5日 - 玉置裕康、日本の政治家、元和歌山県高野口町長、元県議（* 1931年）[33]
- 1月5日 - 坂口正行、日本の実業家、元チボリ・ジャパン社長、元倉敷国際ホテル社長（* 1939年）[34]
- 1月5日 - 藤岡幹大、日本のギタリスト（* 1981年）[35]
- 1月6日 - 林屋礼二、日本の法学者、東北大学名誉教授（* 1930年）[36]
- 1月6日 - 岩井重人、日本の実業家、元住友不動産専務、元住友不動産販売社長（* 1930年）[37]
- 1月6日 - ジム・アンダートン、ニュージーランドの政治家、第15代同国副首相（* 1938年）[38]
- 1月6日 - 高橋誠一、日本の政治家、元新潟県議（* 1942年）[39]
- 1月6日 - クリス・タンガリーディス、イギリスの音楽プロデューサー、レコーディング・エンジニア（* 1956年）[40]
- 1月7日 - 三田村之弘、日本の実業家、元イトーキ社長（* 1926年）[41]
- 1月7日 - たかしよいち、日本の児童文学作家、鹿児島女子短期大学名誉教授、久留米信愛女学院短期大学教授・図書館長（* 1928年）[42]
- 1月7日 - 森山京、日本の児童文学作家（* 1929年）[43]
- 1月7日 - 林佑子、日本のオルガン奏者（* 1929年）[44]
- 1月7日 - 岡本好古、日本の小説家（* 1931年）[45]
- 1月7日 - 貝山知弘、日本の映画プロデューサー（* 1933年）[46]
- 1月7日 - 石田佐一、日本の実業家、元松坂屋副社長（* 1933年）[47]
- 1月7日 - ピーター・サザーランド - アイルランドの政治家、弁護士、世界貿易機関初代事務局長（* 1946年）[48]
- 1月7日 - 狩撫麻礼、日本の漫画原作者（* 1947年）[49]
- 1月7日 - フランス・ギャル、フランスの歌手（* 1947年）[50]
- 1月7日 - 大谷勝已、日本の実業家、オフィスウォーカー会長（* 1964年）[51]
- 1月8日 - 西浦亮、日本の実業家、元双日副社長（* 1925年）[52]
- 1月8日 - 松木慶喜、日本の実業家、北海道通信社社長（* 1929年）[53]
- 1月8日 - ジョージ・マクスウェル・リチャーズ（英語版） - トリニダード・トバゴの政治家、元大統領（* 1931年）[54]
- 1月8日 - 河村宗治郎、日本の実業家、兵庫県被災者連絡会会長（* 1936年）[55]
- 1月8日 - ドネリー・ローズ（英語版）、カナダの俳優（* 1937年）[56]
- 1月8日 - デニス・ラサール（英語版）、アメリカ合衆国の歌手、作曲家（* 1939年）[57]
- 1月8日 - 高尾重道、日本の実業家、元日本ヒューム社長（* 1942年）[58]
- 1月8日 - 五代目笑福亭枝鶴、日本の落語家、タレント（* 1945年）[59]
- 1月8日 - 井上哲郎、日本の建築構造学者、筑波大学名誉教授（* 1946年）[60]
- 1月8日 - 田中耕二、日本の俳優（* 1954年）[61]
- 1月8日 - 藤井喬梓、日本の現代音楽の作曲家（* 1959年）[62]
- 1月8日 - フアン・カルロス・ガルシア、ホンジュラスのプロサッカー選手（* 1988年）[63]
- 1月9日 - オドヴァル・ノルドリ（英語版）、ノルウェーの政治家、元首相、元ヘードマルク県知事（* 1927年）[64]
- 1月9日 - アレクサンドル・ヴェデルニコフ、ソビエト社会主義共和国連邦・ロシア連邦のオペラ歌手（* 1927年）[65]
- 1月9日 - マリオ・ペルニオーラ、イタリアの哲学者・美学者（* 1941年）[66]
- 1月9日 - 間田泰弘、日本の技術科教育者、広島大学名誉教授（* 1941年）[67]
- 1月9日 - 安森敏隆、日本の歌人、日本近代文学研究者、同志社女子大学名誉教授（* 1942年）[68]
- 1月9日 - 中村俊春、日本の西洋美術史家、京都大学教授（* 1956年）[69]
- 1月9日 - 永田元康、日本の情報科学者、大阪教育大学名誉教授（* 1956年）[70]
- 1月9日 - 岡田新一、日本の実業家、連合山形会長（* 1956年）[71]
- 1月10日 - 城みさを、日本の織物作家（* 1914年）[72]
- 1月10日 - 小野大、日本の実業家、元GSユアサエナジー専務（* 1921年）[73]
- 1月10日 - エディ・クラーク（英語版）、イギリスのギタリスト、元モーターヘッドメンバー、ファストウェイメンバー（* 1950年）[74]
- 1月11日 - 幡谷祐一、日本の実業家、茨城県信用組合会長（* 1923年）[75]
- 1月11日 - エドガー・レイ・キレン（英語版）、KKK組織者、ミシシッピ州公民権活動家殺害事件（英語版）計画犯（* 1925年）[76]
- 1月11日 - 神戸幸雄、日本の実業家、中日新聞社相談役（* 1928年?）[77]
- 1月11日 - 吉澤慶一、日本の倫理学者、明治学院大学名誉教授（* 1929年）[78]
- 1月11日 - 岩男寿美子、日本の心理学者、慶應義塾大学名誉教授（* 1935年）[79]
- 1月11日 - 安筆花（平島筆子）、朝鮮民主主義人民共和国帰化日本人（日本人妻）（* 1938年）[80]
- 1月12日 - 灰地順、日本の俳優（* 1926年）[81]
- 1月12日 - 田中逸郎、日本の英語学者、広島大学名誉教授、尾道大学名誉教授（* 1939年）[82]
- 1月12日 - 5代目柳家小蝠、日本の落語家（* 1975年）[83]
- 1月13日 - 山田真弓、日本の動物系統分類学者、北海道大学名誉教授（* 1922年）[84]
- 1月13日 - 三宅貴夫、日本の医師（* 1945年）[85]
- 1月14日 - 有馬二刀流、日本の薩摩狂句歌人（* 1922年）[86]
- 1月14日 - 山中宏、日本の薬学者、東北大学名誉教授、元山形大学教授（* 1929年）[87]
- 1月14日 - 樋口昭一郎、日本の政治家、元新潟県高柳町長（* 1929年?）[88]
- 1月14日 - ダン・ガーニー、アメリカ合衆国のレーシングドライバー（* 1931年）[89]
- 1月14日 - 夏木陽介、日本の俳優、ラリードライバー（* 1936年）[90]
- 1月14日 - 上代義郎、日本の政治家、元島根県議会副議長、元島根県公安委員長（* 1935年）[91]
- 1月14日 - 稲葉耶季、日本の元裁判官、元那覇地方裁判所裁判長、元琉球大学法科大学院教授（* 1943年）[92]
- 1月14日 - ヒュー・ウィルソン、アメリカ合衆国の映画監督、脚本家、俳優（* 1943年）[93]
- 1月14日 - 吉岡斉、日本の科学史家、九州大学教授（* 1953年）[94]
- 1月14日 - 安藤隆一郎、日本の薬理学者、東北医科薬科大学教授（* 1955年）[95]
- 1月15日 - 南里俊策、日本の実業家、元大分合同新聞社取締役主筆（* 1930年）[96]
- 1月15日 - 石川桂司、日本の教育学者、岩手大学名誉教授（* 1932年）[97]
- 1月15日 - 井家上隆幸、日本の文芸評論家（* 1934年）[98]
- 1月15日 - 山火正則、日本の刑法学者、元神奈川大学学長（* 1939年）[99]
- 1月15日 - エドウィン・ホーキンス（英語版）、アメリカ合衆国のゴスペル歌手（* 1943年）[100]
- 1月15日 - ドロレス・オリオーダン、アイルランドのシンガーソングライター、クランベリーズボーカル（* 1971年）[101]
- 1月15日 - 黒川実、日本のライター（* 生年不詳）[102]

## (16日 - 31日)

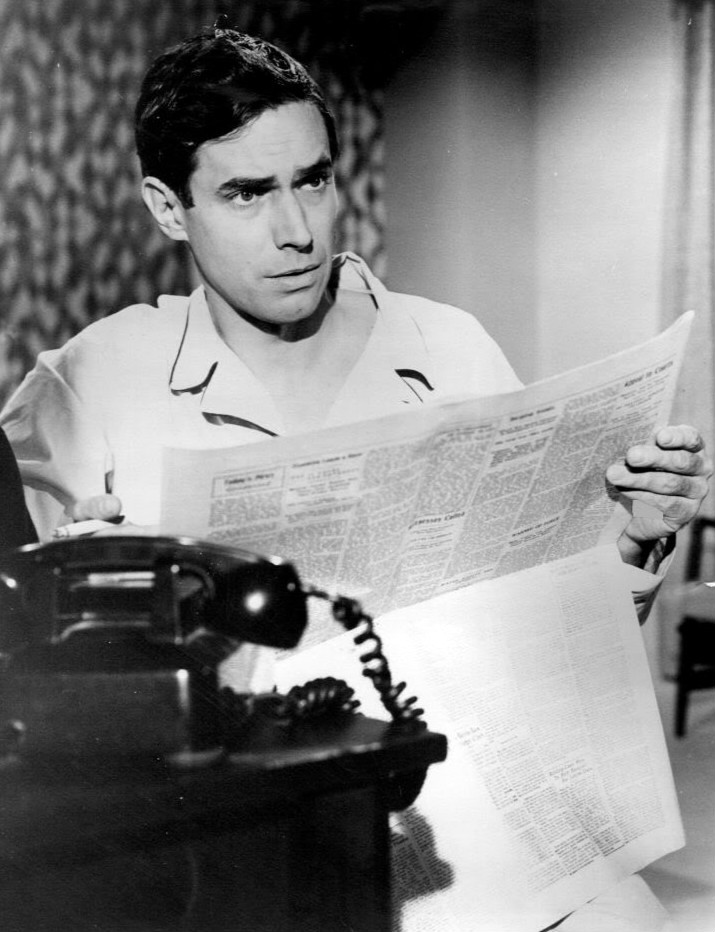
ブラッドフォード・ディルマン／1月16日没

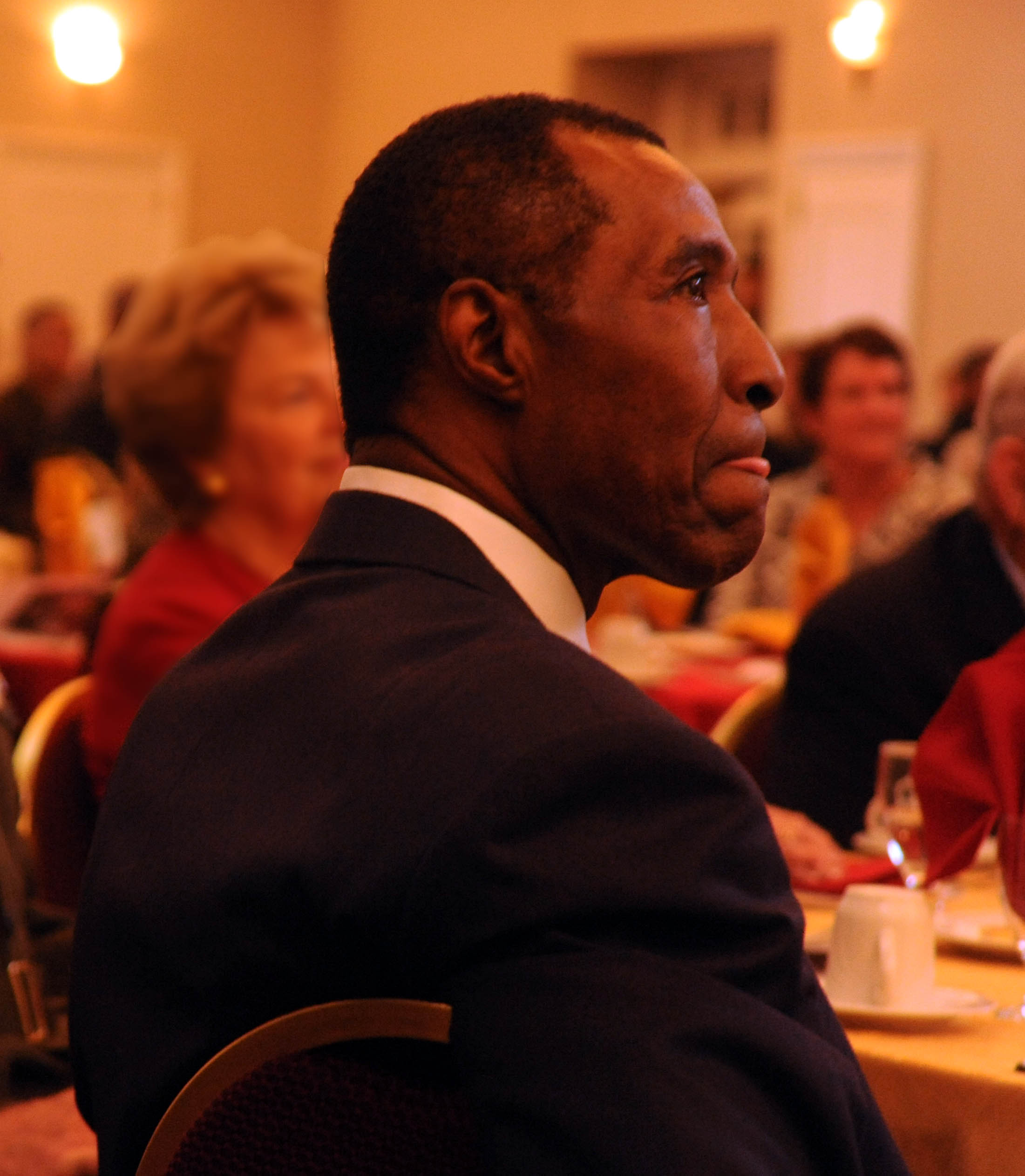
ジョ・ジョ・ホワイト／1月16日没

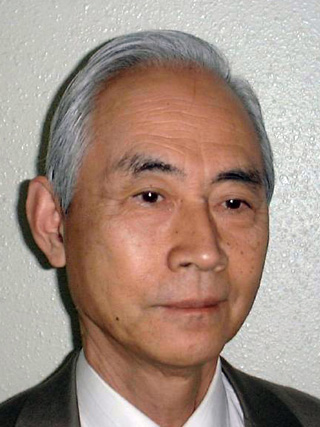
田中靖郎／1月18日没

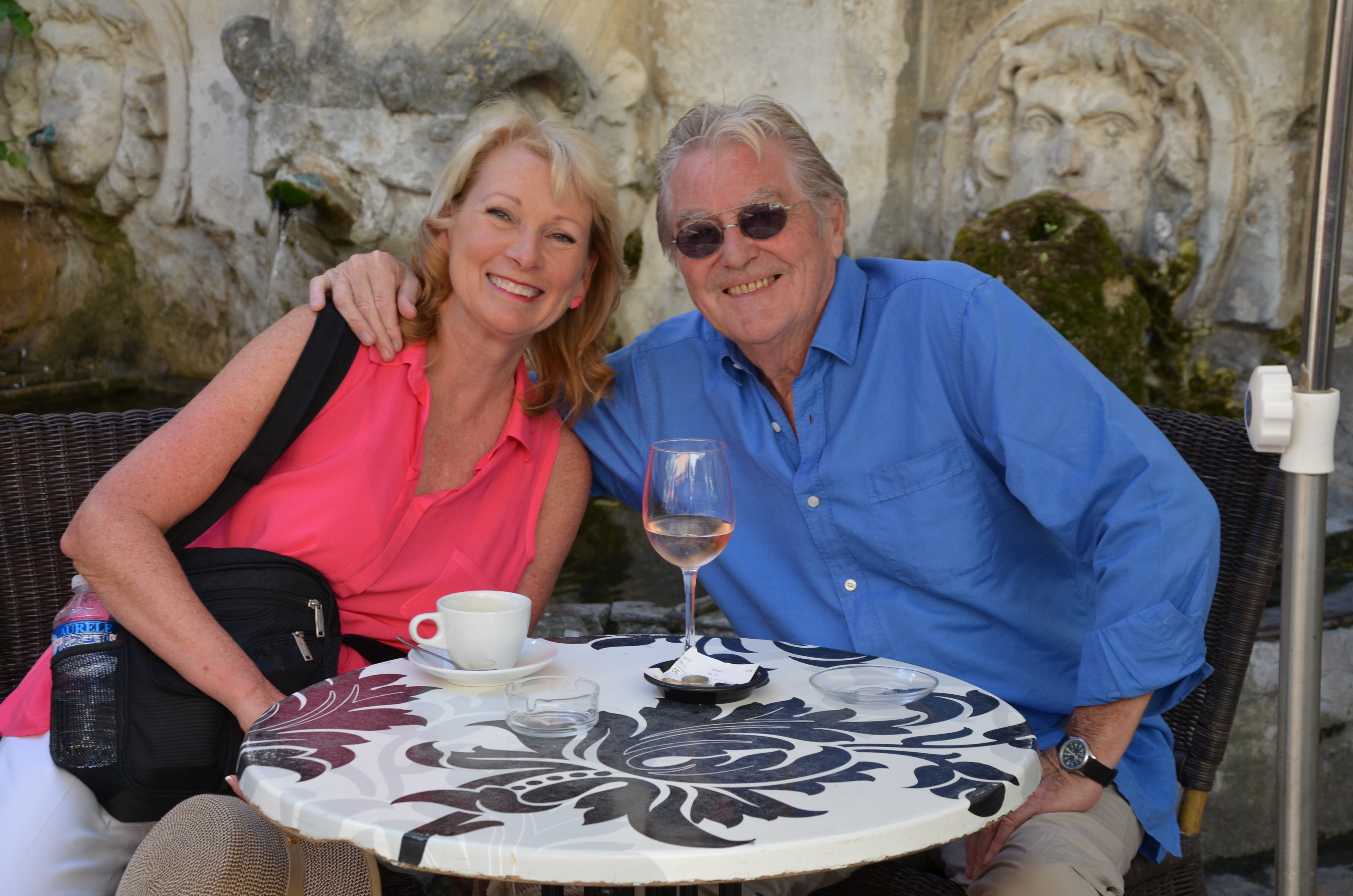
ピーター・メイル（右）／1月18日没

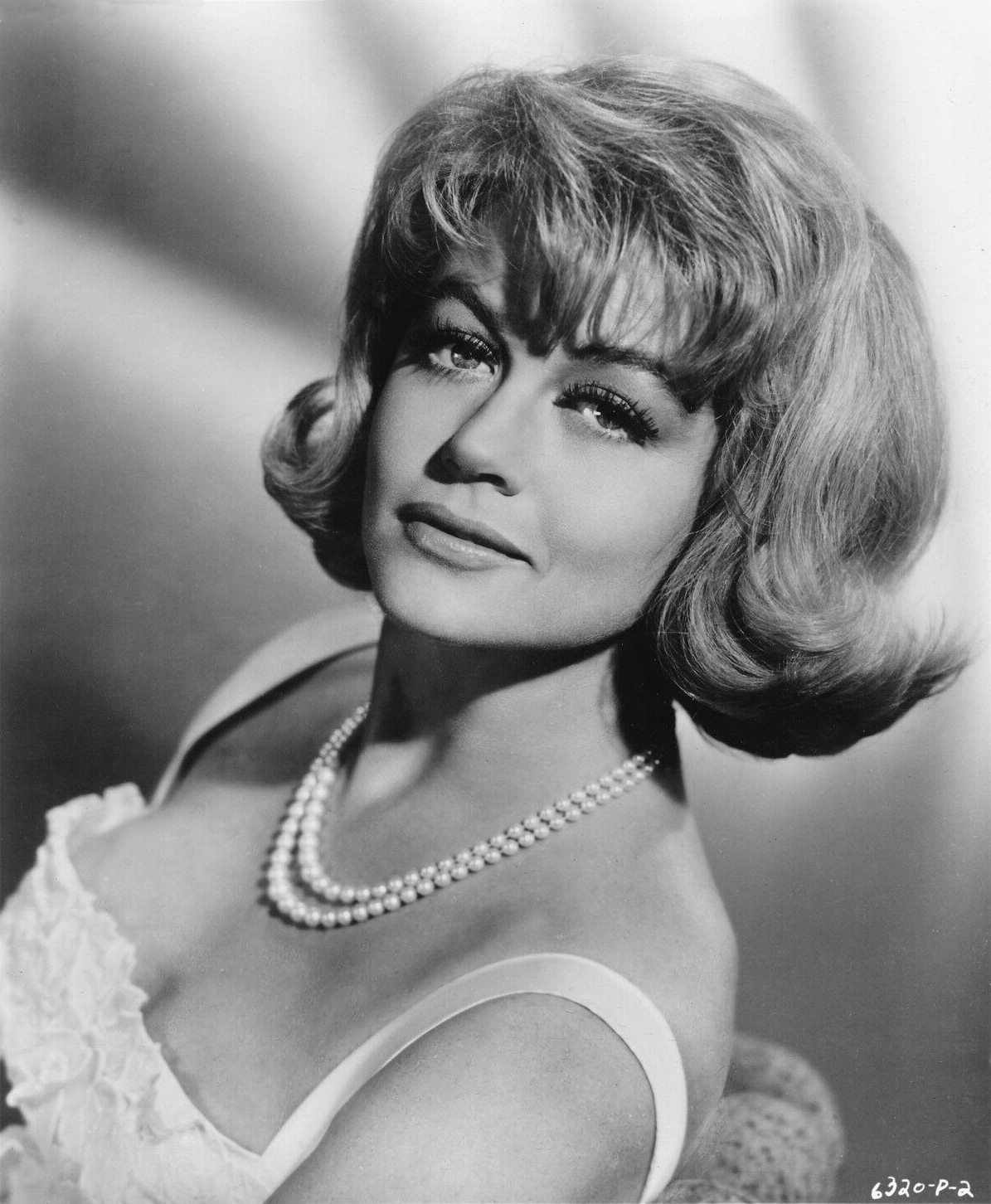
ドロシー・マローン／1月19日没

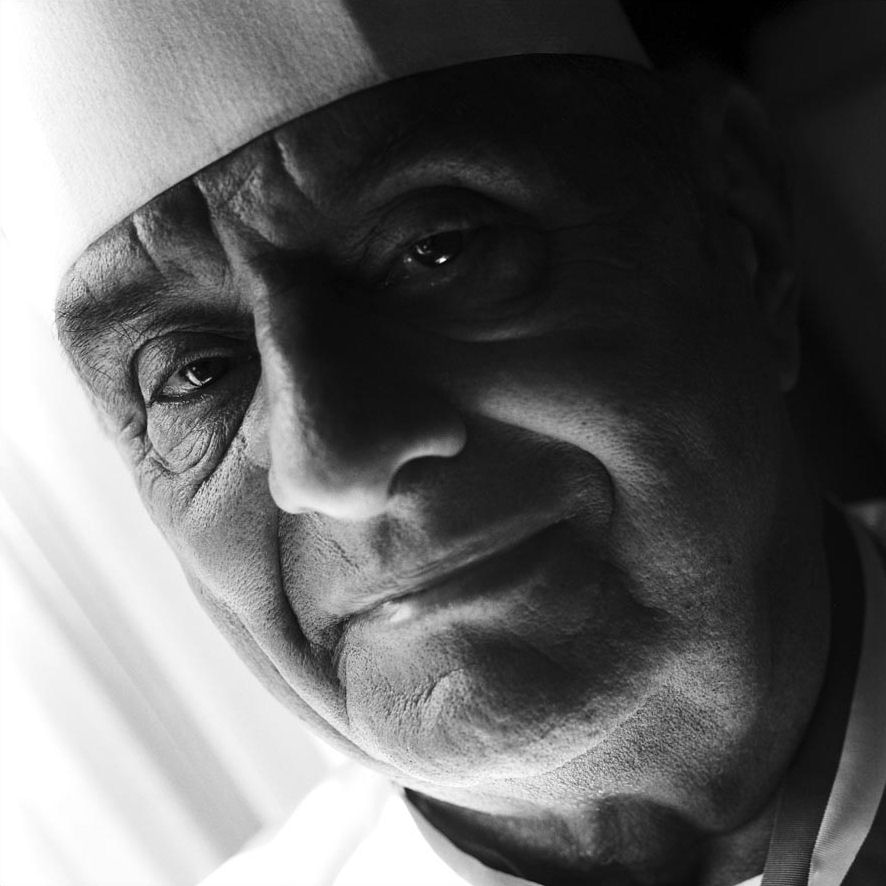
ポール・ボキューズ／1月20日没

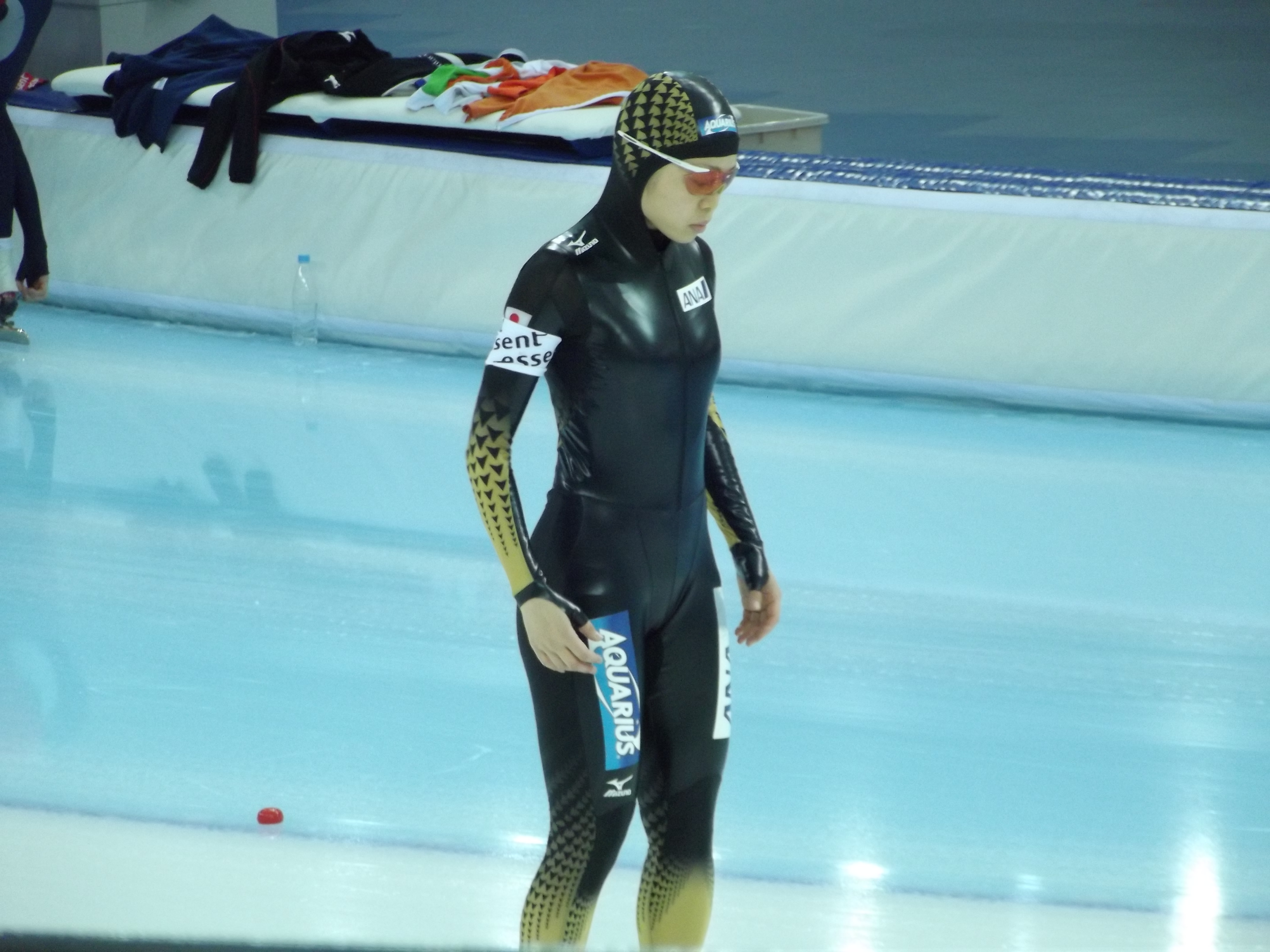
住吉都／1月20日没

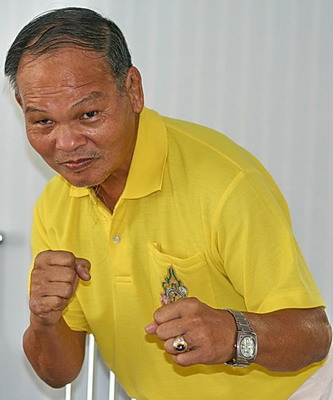
チャチャイ・チオノイ／1月21日没

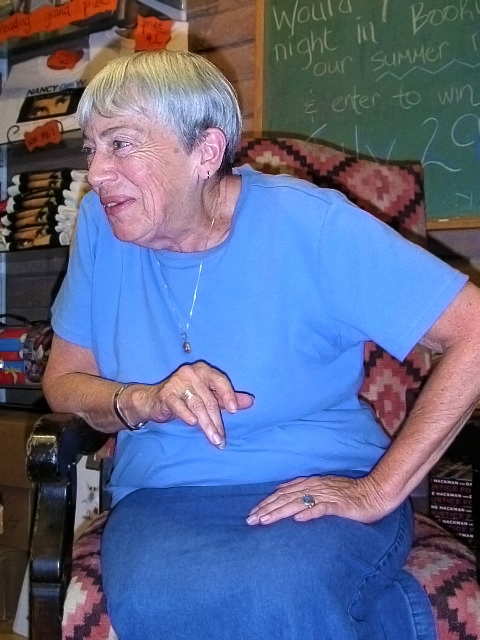
アーシュラ・K・ル＝グウィン／1月22日没

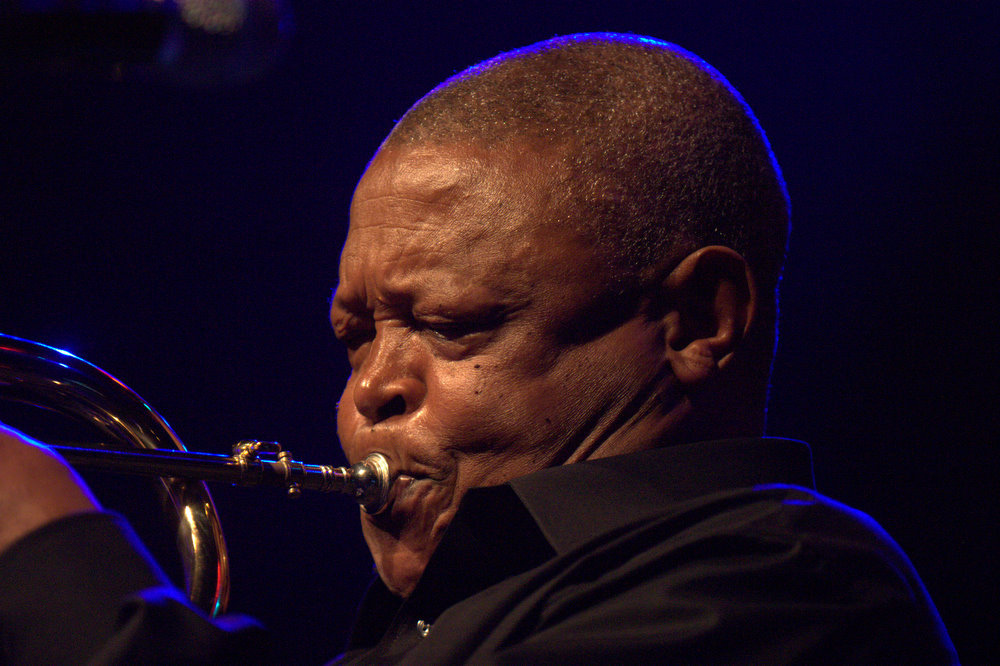
ヒュー・マセケラ／1月23日没

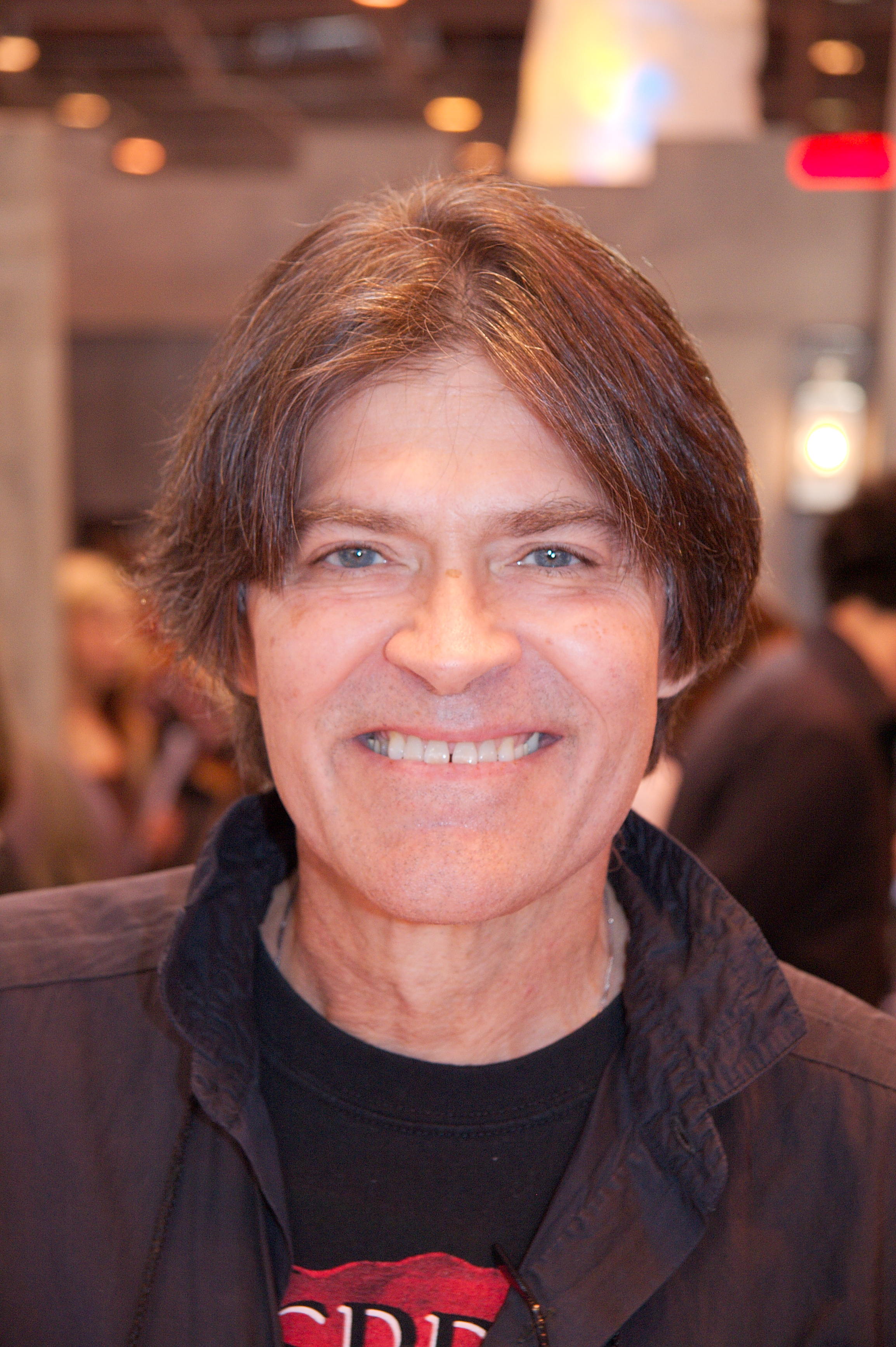
ジャック・ケッチャム／1月24日没

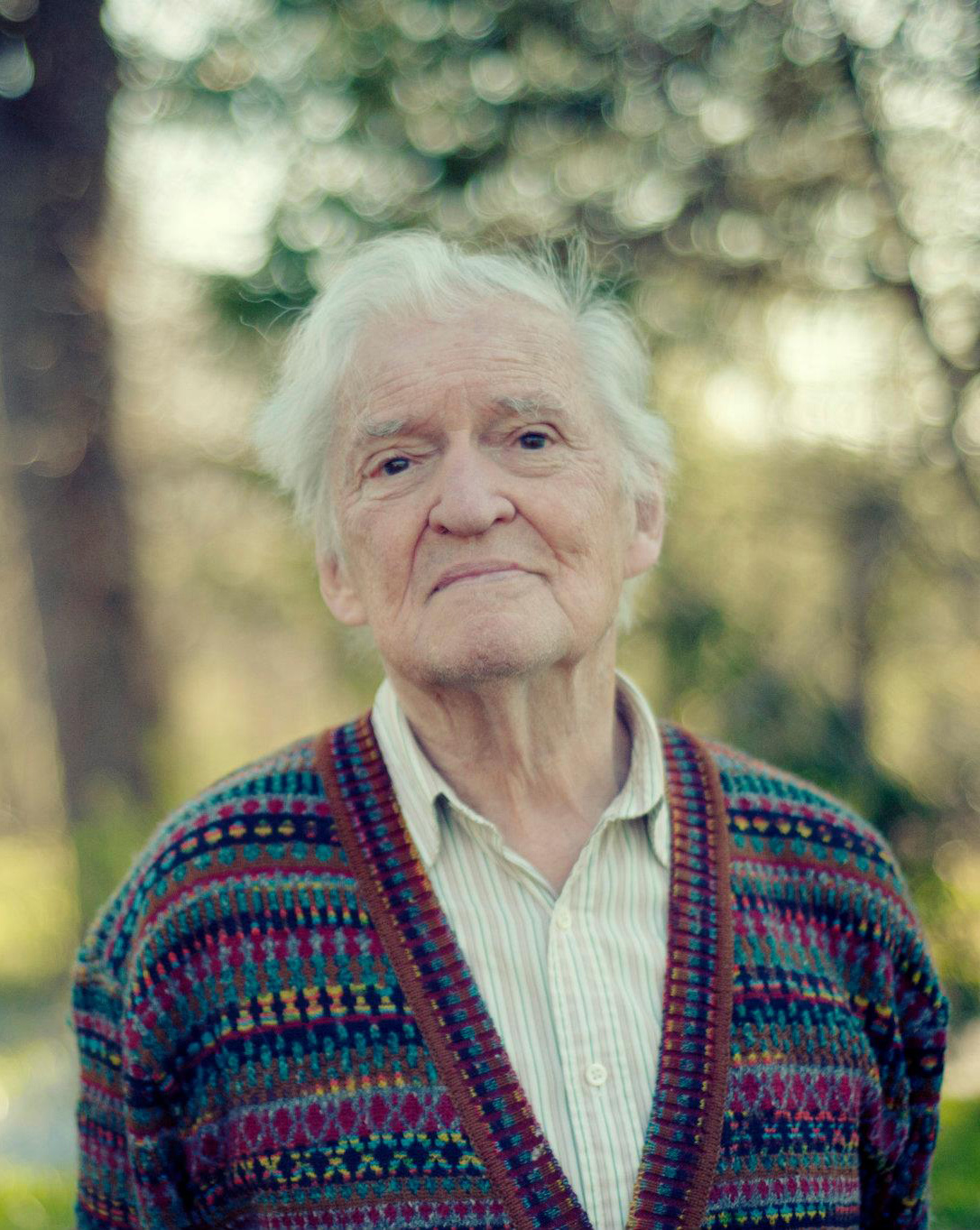
ジョン・モリス／1月25日没

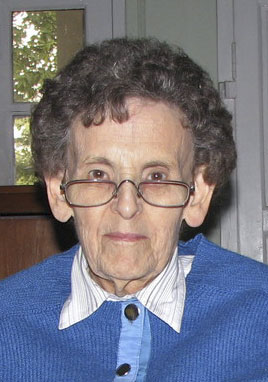
エリザベス・ホーリー／1月26日没

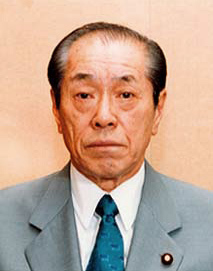
野中広務／1月26日没

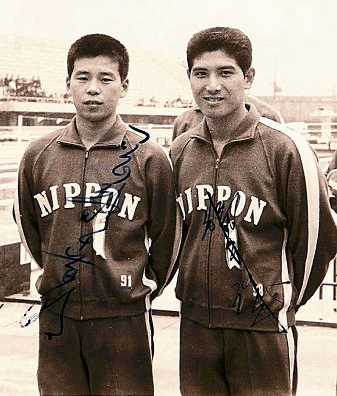
岡部幸明（左）／1月26日没

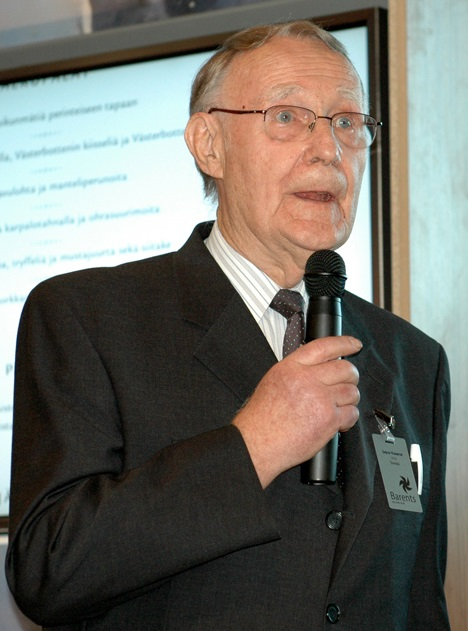
イングヴァル・カンプラード／1月27日没

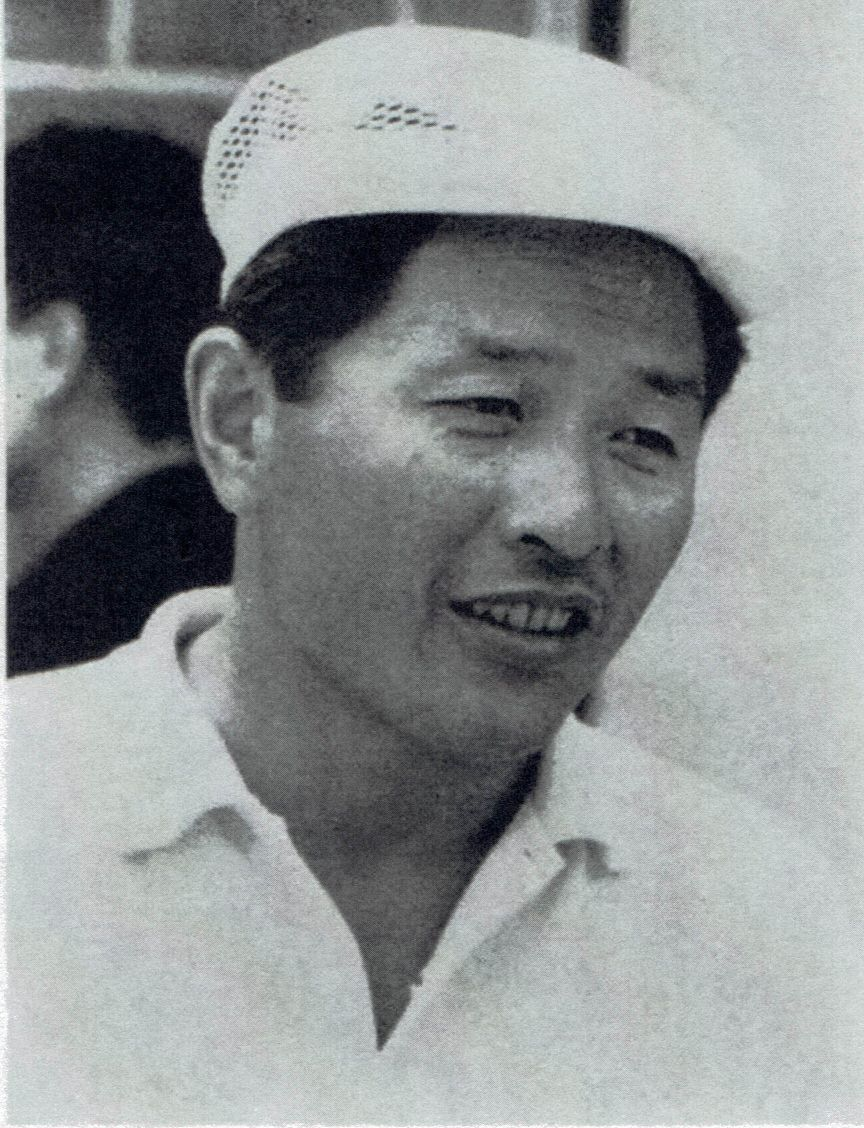
沢島忠／1月27日没

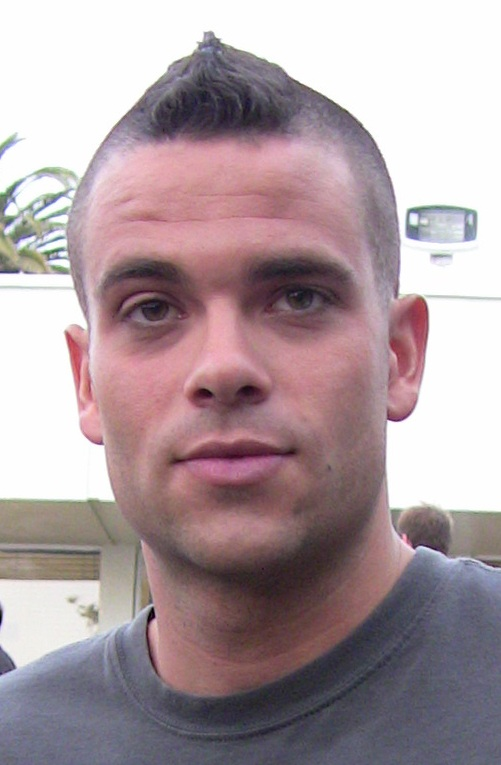
マーク・サリング／1月30日没

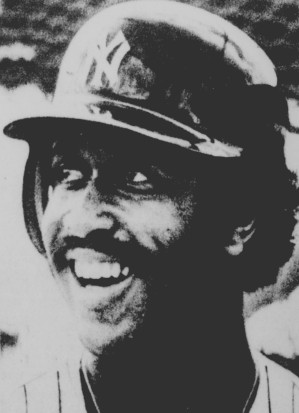
オスカー・ギャンブル／1月31日没

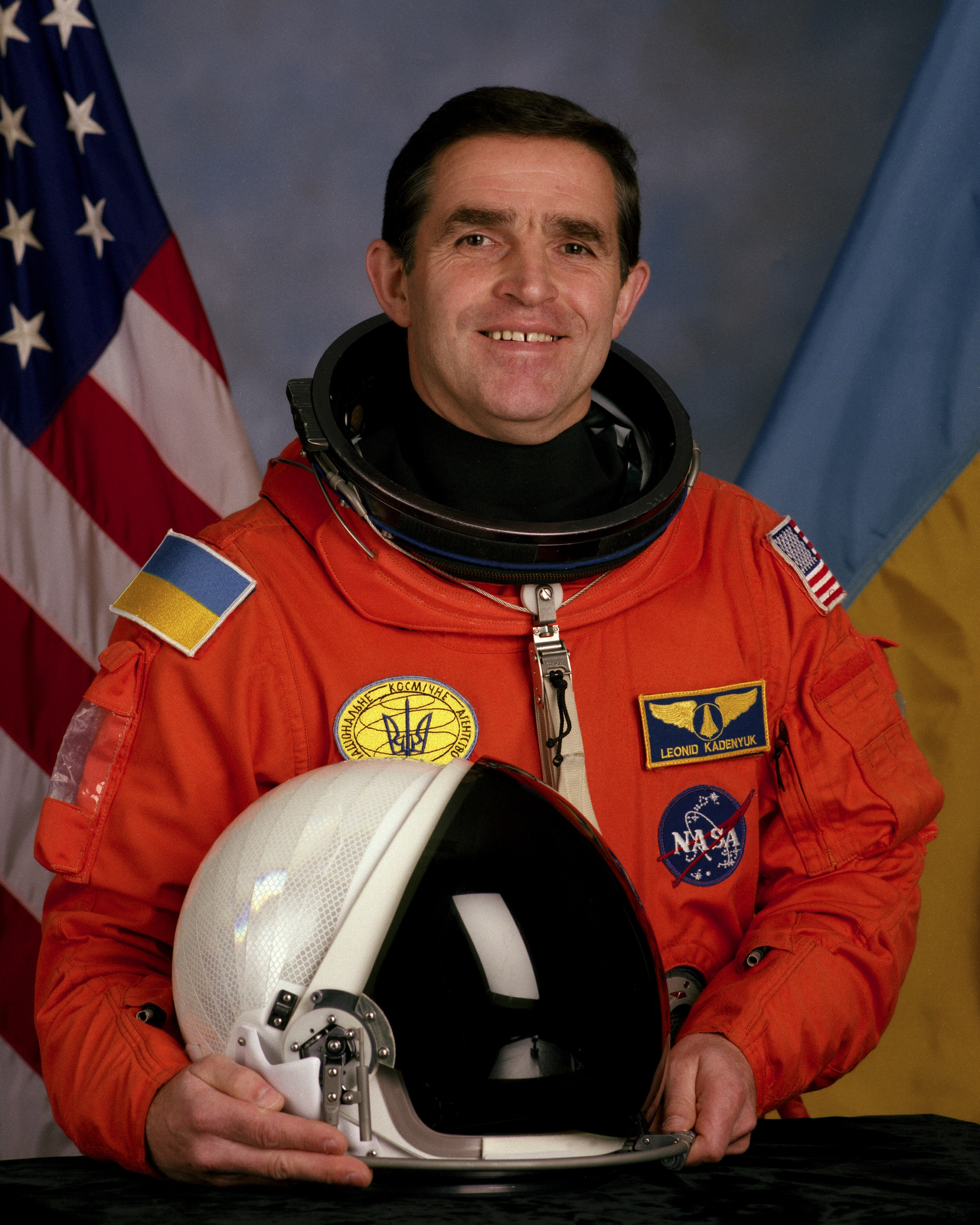
レオニド・カデニューク／1月31日没

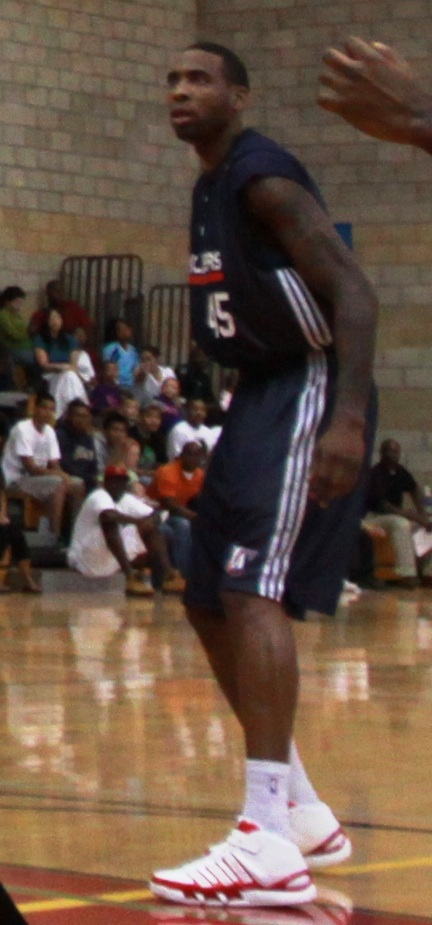
ラスール・バトラー／1月31日没

- 1月16日 - 児玉武夫、日本の政治家、元愛媛県吉田町長（* 1924年）[103]
- 1月16日 - ブラッドフォード・ディルマン、アメリカ合衆国の俳優（* 1930年）[104]
- 1月16日 - 村上敦、日本の経済学者、神戸大学名誉教授（* 1933年）[105]
- 1月16日 - 犬飼兵衛、日本のジャーナリスト、元朝日新聞記者、同紙阪神支局襲撃事件で重傷を負った人物（* 1944年）[106]
- 1月16日 - ジョ・ジョ・ホワイト、アメリカ合衆国の元バスケットボール選手（ボストン・セルティックス）（* 1946年）[107]
- 1月16日 - デイヴ・ホーランド（英語版）、イギリスのドラマー、元ジューダス・プリースト（* 1948年）[108]
- 1月16日 - オリベル・イバノビッチ（英語版）、コソボの政治家（* 1953年）[109]
- 1月17日 - 千葉和郎、日本の裁判官、弁護士、元名古屋高等裁判所長官、元福岡高等裁判所長官（* 1923年）[110]
- 1月17日 - エド・モージズ（英語版）、アメリカ合衆国の芸術家（* 1926年）[111]
- 1月17日 - 徳重博之、日本の実業家、元日本製鋼所専務（* 1930年）[112]
- 1月17日 - 神山寛、日本の俳優（* 1932年）[113]
- 1月17日 - 小西岳、日本の物理学者、元関西エスペラント連盟委員長、関西学院大学名誉教授（* 1934年）[114]
- 1月17日 - 鈴木奉勲 、日本の公人、元土浦日大高硬式野球部監督（* 1942年）[115]
- 1月17日 - 中村和久、日本のスカウト、元読売ジャイアンツスカウト部専任次長（* 1948年）[116]
- 1月17日 - ロイ・ベネット（英語版）、ジンバブエの政治家、上院議員（* 1957年）[117]
- 1月17日 - デニス・カスパート（英語版）、ドイツの元ラッパー、ISIS活動家（* 1975年）[118]
- 1月18日 - カルラ・マランゴーニ（英語版）、イタリアの体操選手（* 1915年）[119]
- 1月18日 - 桝田三郎 、日本の銀行家、元伊予銀行頭取（* 1923年）[120]
- 1月18日 - スタンスフィールド・ターナー（英語版）、アメリカ合衆国の海軍軍人、元CIA長官（* 1923年）[121]
- 1月18日 - ルーカス・マンゴーペ、南アフリカ共和国の政治家、旧ボプタツワナ大統領（* 1923年）[122]
- 1月18日 - グエン・ティ・スアン、ベトナムの残留元日本兵妻（* 1924年）[123]
- 1月18日 - ジョン・バートン（英語版）、イギリスの演出家、ロイヤル・シェイクスピア・カンパニー共同創設者（* 1928年）[124]
- 1月18日 - 田中靖郎、日本の宇宙物理学者、東京大学名誉教授（* 1931年）[125]
- 1月18日 - 古今亭志ん駒、日本の落語家、俳優（* 1937年）[126]
- 1月18日 - ピーター・メイル、イギリスの作家（* 1939年）[127]
- 1月18日 - ジュリアス・レスター（英語版）、アメリカ合衆国の作家（* 1939年）[128]
- 1月19日 - アルバート・ベッチャー、アメリカ合衆国の撮影監督（* 1920年）[129]
- 1月19日 - ドロシー・マローン、アメリカ合衆国の女優（* 1925年）[130]
- 1月19日 - 李一満、日本の実業家、東京朝鮮人強制連行真相調査団事務局長（* 1944年）[131]
- 1月20日 - ナオミ・パーカー・フラリー（英語版）、アメリカ合衆国の労働者、“We Can Do It!”ポスターモデル（* 1921年）[132]
- 1月20日 - ポール・ボキューズ、フランスの3つ星シェフ（* 1926年）[133][134]
- 1月20日 - 保田春彦、日本の彫刻家、画家（* 1930年）[135]
- 1月20日 - 旗野恵美、日本の現代舞踊家（* 1932年）[136]
- 1月20日 - ウェンデル・キャッスル（英語版）、アメリカ合衆国の家具デザイナー（* 1932年）[137]
- 1月20日 - 吉原太郎、日本の政治家、元福岡県議会長（* 1934年）[138]
- 1月20日 - テリー・エヴァンス（英語版）、アメリカ合衆国のR&B、ブルース、ソウルミュージック歌手（* 1937年）[139]
- 1月20日 - ジム・ロッドフォード（英語版）、イギリスのベーシスト（* 1941年）[140]
- 1月20日 - 小西高男、日本の実業家、西播通運取締役会長（* 1947年）[141]
- 1月20日 - 住吉都、日本のスピードスケート選手、2014年ソチ五輪女子短距離代表（* 1987年）[142]
- 1月21日 - コニー・ソーヤー（英語版）、アメリカ合衆国の女優（* 1912年）[143]
- 1月21日 - 木下正一、日本の政治家、元兵庫県加古川市長（* 1929年）[144]
- 1月21日 - 熊谷信昭、日本の工学者、第12代大阪大学総長、国際電気通信基礎技術研究所会長（* 1929年）[145]
- 1月21日 - 木村敬吾、日本の実業家、元リンテック専務（* 1936年）[146]
- 1月21日 - 保坂司、日本の政治家、元サッカー選手、サッカー指導者、元山梨県議会議員（* 1937年）[147]
- 1月21日 - 西部邁、日本の評論家（* 1939年）[148]
- 1月21日 - チャチャイ・チオノイ、タイ王国の元プロボクサー、元WBC世界フライ級王者、元WBA世界フライ級王者（* 1942年）[149]
- 1月21日 - 小貫芳信、日本の検察官、元最高裁判所裁判官、東京高等検察庁検事長（* 1948年）[150]
- 1月21日 - チョン・テス (俳優)（朝鮮語版）、大韓民国の俳優（* 1984年）[151]
- 1月22日 - 宮地米蔵、日本の行政法学者、元福岡大学教授、元久留米大学教授（* 1919年）[152]
- 1月22日 - アーシュラ・K・ル＝グウィン、アメリカ合衆国のSF作家、ファンタジー作家（* 1929年）[153]
- 1月22日 - 田中茂夫、日本の医学者、日本医科大学名誉教授（* 1937年）[154]
- 1月22日 - 林田晋、日本の実業家、元山陽特殊製鋼 副社長 （* 1941年）[155]
- 1月22日 - プレストン・シャノン（英語版）、アメリカ合衆国のブルース、ソウルミュージック歌手、ギタリスト（* 1947年）[156]
- 1月22日 - 片平晋作、日本の元プロ野球選手【南海ホークス、西武ライオンズ、横浜大洋ホエールズ】、野球解説者、女子プロ野球・埼玉アストライア元監督（* 1949年）[157]
- 1月22日 - 西原博史、日本の憲法学者、早稲田大学社会科学総合学術院教授（* 1958年）[158]
- 1月23日 - ニカノール・パラ（英語版）、チリの詩人、数学者、物理学者（* 1914年）[159]
- 1月23日 - 佐藤清吉、日本の政治家、元宮城県角田市長（* 1929年）[160]
- 1月23日 - ヒュー・マセケラ、南アフリカ連邦出身のトランペット奏者（* 1939年）[161]
- 1月23日 - ラリ・ホワイト（英語版）、アメリカ合衆国のカントリー・ミュージック歌手（* 1965年）[162]
- 1月24日 - 一陽斎蝶一、日本の奇術師（* 1929年）[163]
- 1月24日 - 上月左知子、日本の女優（* 1930年）[164]
- 1月24日 - 藤井忠俊、日本の近代史研究家（* 1931年）[165]
- 1月24日 - 国府剛、日本の民法学者、関西大学名誉教授（* 1935年）[166]
- 1月24日 - ジャック・ケッチャム、アメリカ合衆国の小説家（* 1946年）[167]
- 1月24日 - マーク・E・スミス（英語版）、イギリスのミュージシャン、ザ・フォールフロントマン（* 1957年）[168]
- 1月24日 - ECD、日本のヒップホップミュージシャン（* 1960年）[169]
- 1月25日 - クラリベル・アレグリア（スペイン語版）、ニカラグアの詩人、作家（* 1924年）[170]
- 1月25日 - ジョン・モリス、アメリカ合衆国の作曲家（* 1926年）[171]
- 1月26日 - 木幡瑞枝、日本の美学者、文芸評論家、東京女子大学名誉教授（* 1923年）[172]
- 1月26日 - エリザベス・ホーリー、アメリカ合衆国出身の山岳ジャーナリスト、ヒマラヤ登山の年代記編者（* 1923年）[173]
- 1月26日 - 野中広務、日本の政治家、自民党元衆議院議員、幹事長、内閣官房長官（* 1925年）[174]
- 1月26日 - イーゴリ・ジューコフ、ロシアのピアニスト、指揮者（* 1936年）[175]
- 1月26日 - 岡部幸明、日本の競泳選手、1964年東京五輪競泳800mリレー銅メダリスト（* 1941年）[176]
- 1月26日 - 弥吉淳二、日本のギタリスト、編曲家（* 1968年）[177]
- 1月26日 - 小林和男、日本の政治家、教育者、元北海道三笠市長（* 1935年）[178]
- 1月27日 - 平野雄策、日本の実業家、元中部日本放送専務（* 1923年）[179][180]
- 1月27日 - モート・ウォーカー（英語版）、アメリカ合衆国の漫画家（* 1923年）[181]
- 1月27日 - イングヴァル・カンプラード、スウェーデンの実業家、イケア創業者（* 1926年）[182]
- 1月27日 - 沢島忠、日本の映画監督、舞台演出家（* 1926年）[183]
- 1月27日 - 熊谷健、日本のテレビプロデューサー、特撮制作スタッフ（* 1937年）[184]
- 1月27日 - デニス・ペロン（英語版）、アメリカ合衆国の医療大麻推進運動家（* 1945年）[185]
- 1月27日 - ロバート・パリー（英語版）、アメリカ合衆国のジャーナリスト（* 1949年）[186]
- 1月28日 - ココ・シューマン（ドイツ語版）、ドイツのジャズ・ギタリスト、アウシュヴィッツ強制収容所生存者（* 1924年）[187]
- 1月28日 - ジーン・シャープ、アメリカ合衆国の政治学者（* 1928年）[188]
- 1月28日 - 小寺一郎、日本の観世流能楽師（シテ方）（* 1928年）[189]
- 1月29日 - フランシスコ・ヌニェス・オリベラ、スペインの世界最長寿の男性（* 1904年）[190]
- 1月29日 - 土肥みゆき、日本のピアニスト、元神戸女学院大学教授（* 1924年）[191]
- 1月29日 - エディ・ショウ（英語版） - アメリカ合衆国のシカゴ・ブルースサックス奏者（* 1937年）[192]
- 1月29日 - イオン・チュブク（英語版） - モルドバの政治家、元首相（* 1943年）[193]
- 1月29日 - 園田義男、日本の教育者・柔道家、1969年世界柔道選手権軽量級金メダリスト（* 1945年）[194]
- 1月30日 - チャールズ・リンドブロム、アメリカの政治学者（* 1917年）[195]
- 1月30日 - ルイス・ゾリック（英語版）、アメリカ合衆国の俳優（* 1924年）[196]
- 1月30日 - 大峯顕、日本の哲学者、浄土真宗僧侶、俳人、大阪大学名誉教授、元龍谷大学教授（* 1929年）[197]
- 1月30日 - 久保長、日本の実業家、元コカ・コーラウエストジャパン会長（* 1932年）[198]
- 1月30日 - アゼリオ・ビチーニ、イタリアの元サッカー選手、元同国代表監督（* 1933年）[199]
- 1月30日 - 町田睿、日本の銀行家、元荘内銀行頭取、東北公益文科大学学長（* 1938年）[200]
- 1月30日 - 鶴谷邦弘、日本の教師、元報徳学園高等学校陸上部監督、大阪経済大学陸上部監督（* 1944年）[201]
- 1月30日 - 有賀さつき、日本のフリーアナウンサー、元フジテレビアナウンサー（* 1965年）[202][203]
- 1月30日 - マーク・サリング、アメリカ合衆国の俳優、歌手（* 1982年）[204]
- 1月31日 - 佐々木正、日本の電子工学技術者、シャープ元副社長、工学博士（* 1915年）[205]
- 1月31日 - 金原左門、日本の社会学者、中央大学名誉教授（* 1931年）[206]
- 1月31日 - ファン・ビョンギ（朝鮮語版）、大韓民国の伽耶琴演奏家、作曲家（* 1936年）[207]
- 1月31日 - オスカー・ギャンブル、アメリカ合衆国の元メジャーリーガー（* 1949年）[208]
- 1月31日 - レオニド・カデニューク、ウクライナの宇宙飛行士（* 1951年）[209]
- 1月31日 - ウィリアム・オコーナー（英語版）、アメリカ合衆国のイラストレーター（* 1970年）[210]
- 1月31日 - いときん、日本のMC、トラックメイカー、ヒップホップグループ「ET-KING」のリーダー（* 1979年）[211]
- 1月31日 - ラスール・バトラー、アメリカ合衆国のバスケットボール選手（* 1979年）[212]